# Alice Hallgarten Franchetti

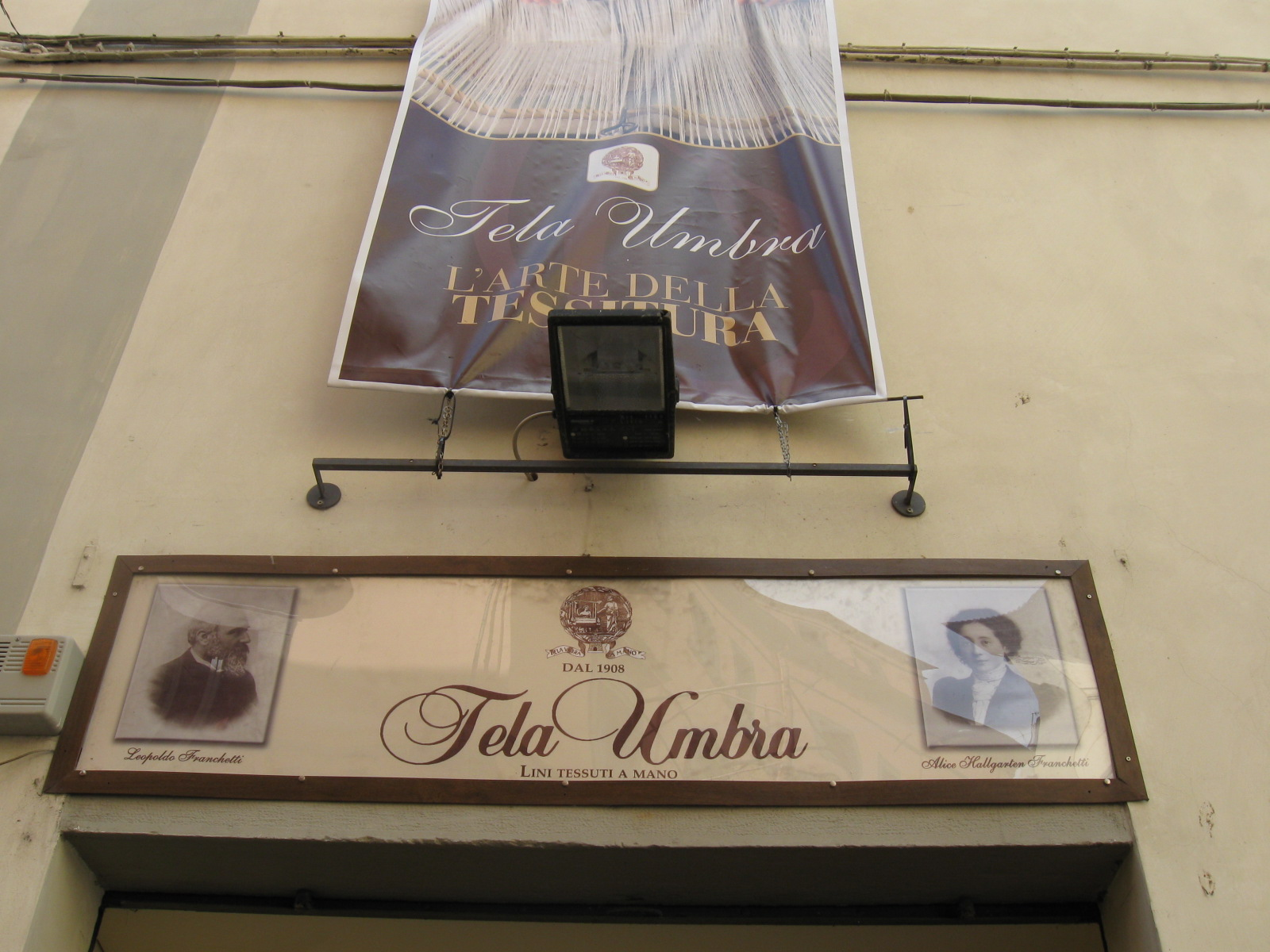
Abbildung von Alice Hallgarten Franchetti und ihrem Ehemann Leopoldo Franchetti in der Tuchfabrik Tela Umbra

Alice Hallgarten Franchetti (* 23. Juni 1874 in New York City, USA; † 22. Oktober 1911 in Leysin, Schweiz) war eine amerikanische Philanthropin und eingebürgerte italienische Pädagogin.

## Leben und Werk

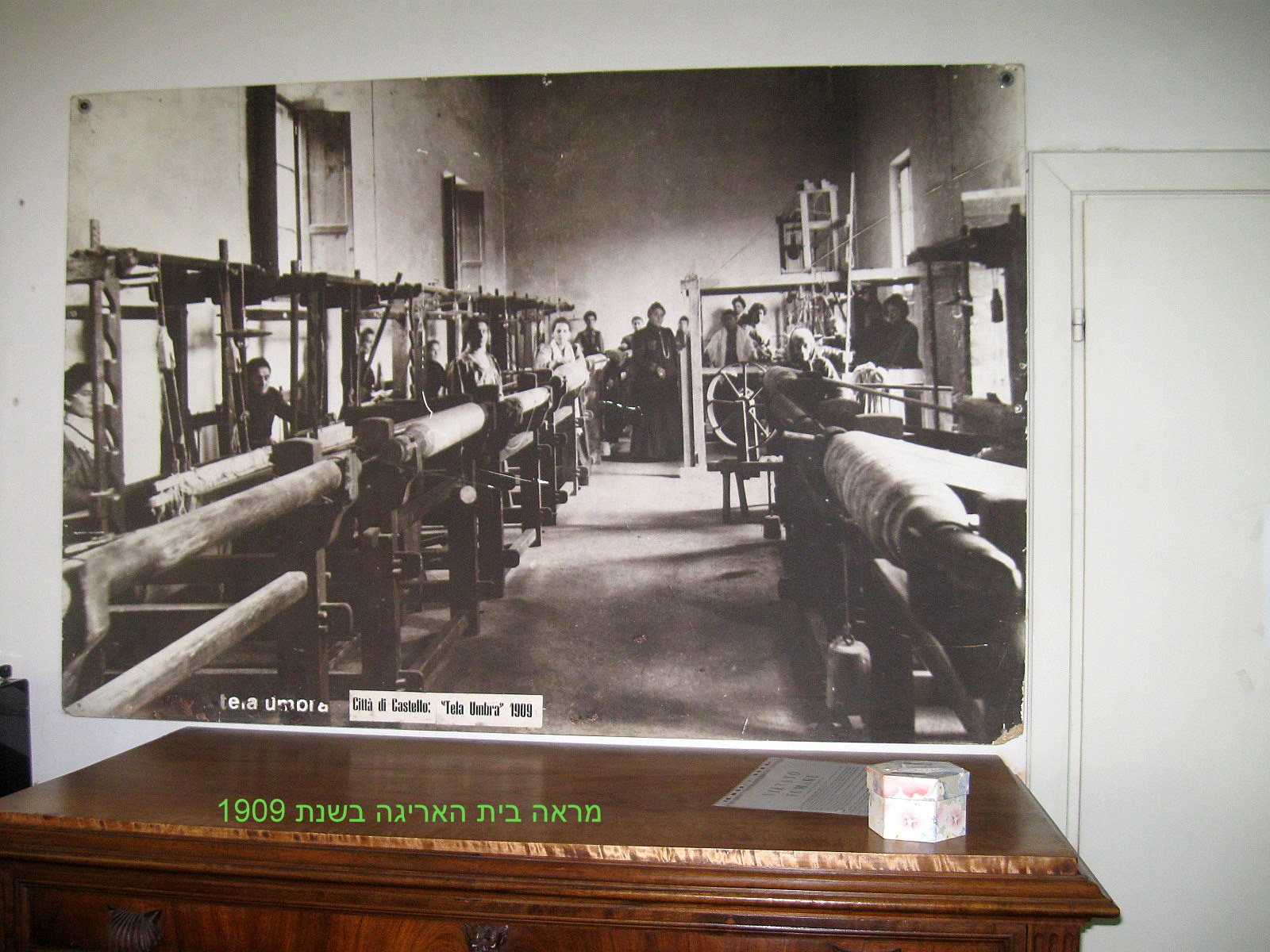
Foto in der Weberei der Tela Umbra, 1909

Franchetti war die Tochter von Adolph Hallgarten und Julia Nordheimer, beide deutsche aschkenasische Juden. Ihr Vater war ein Geschäftsmann im pharmazeutischen Bereich, Teilhaber der Bank Hallgarten & Co. und Präsident des noch heute bestehenden Mount Sinai Hospital (New York). 1882 kehrte er krankheitsbedingt nach Deutschland zurück und starb 1885 in Wiesbaden.
Franchetti verbrachte ihre Jugend in Frankfurt am Main und ihr Onkel Charles wurde für sie wie ein zweiter Vater. Ihr Onkel förderte und unterstützte soziale Aktivitäten in Zusammenarbeit mit vielen jüdischen und nichtjüdischen Vereinen. Ihre Schwester Eleanore kehrte 1920 mit ihrem Ehemann von Koppenfels nach New York zurück. Ihr Bruder Walter Nordheimer Hallgarten starb 1908 im Alter von 38 Jahren im Schwarzwald an Tuberkulose. Im folgenden Jahr starb auch ihre Mutter Julia an Tuberkulose.

## Schulgründungen in Italien
Nach einigen Jahren in Deutschland zog Franchetti nach Rom, wo sie sich den karitativen Aktivitäten der Unione per il bene widmete. Dieser interreligiöse Wohltätigkeitsverein war 1893 von Antonietta Giacomelli und Dora Melegari im Ortsteil San Lorenzo gegründet worden. Hier lernte sie Leopoldo Franchetti kennen, den sie am 9. Juli 1900 heiratete. Wie Antonio De Viti De Marco war auch ihr Ehemann Politiker, und beide setzten sich für die Entwicklung des landwirtschaftlichen Sektors des Landes ein. Franchetti zog nach Florenz und förderte dort auch die Verbreitung der Unione per il bene zusammen mit anderen Frauen, die sich für Philanthropie, religiöse Toleranz und Emanzipation einsetzten.
Nach der Hochzeit zog sie mit ihrem Ehemann in die kürzlich fertiggestellte Villa Montesca in der Provinz Perugia in der Gemeinde Città di Castello, wo ihr Mann große Ländereien besaß. Beeinflusst von der pädagogischen Erneuerungsbewegung „Scuole Nuove“ gründete Franchetti 1901 die Schule Villa Montesca und 1902 die Scuola Rovigliano, um die Kinder der Landarbeiter zu unterrichten. Die Kinder konnten die Schulen bis zur sechsten Klasse kostenlos besuchen. Im September 1905 übernahm Franchetti die Stelle der Direktorin der beiden Schulen. In den Landschulen wurden Lehransätze erprobt, die eine enge Beziehung zwischen Schule und Außenwelt aufwiesen, geprägt durch das System der Naturbeobachtung und Naturphänomene.
1909 entwickelte sie zusammen mit Felicitas Buchner in Città di Castello einen innovativen Lehrgang nach dem Vorbild der Schule von Josz a Niguarda und der von Adele Levi della Vida in Rom gegründeten Schule für Haus- und Agrarwirtschaft. Sie gründete eine Berufsschule für Frauen, in der Hauswirtschaft, Säuglingspflege, elementare Soziologie und Pädagogik unterrichtet wurden.

## Gründung der Tuchfirma Tela Umbra
Franchetti hatte die Gefahr erkannt, die die handwerkliche Weberei angesichts der neuen Techniken der mechanischen Webstühle, die bereits in Europa und den industrialisierten Vereinigten Staaten verwendet wurden, darstellte. Sie hatte bei einigen Besuchen in den Bauernhäusern ihres Anwesens die Gelegenheit festzustellen, dass es in fast allen Häusern einen Webstuhl gab und dass die Frauen die für den Familienbedarf notwendigen Stoffe weben konnten. Sie dachte daher daran, diese Fähigkeiten zu nutzen, plante einen kollektiven Qualifizierungs-, Entwicklungs- und Marketingprozess und gründete am 1. Mai 1908 die Tuchfirma Tela Umbra, indem sie Mittel, Ausrüstung und Rohstoffe zur Verfügung stellte.
Die umbrische Tuchwerkstatt sollte mit damals innovativen unternehmerischen Eigenschaften zur Erhaltung der alten umbrischen Webkunst dazu beitragen, die schwierigen Lebensbedingungen der Bäuerinnen und Arbeiterinnen des Stadtgebietes zu verbessern. Es wurde festgelegt, dass insbesondere alleinerziehende Mütter zur Anstellung privilegiert waren.
Franchetti erkundigte sich nach der Art der in Betrieb befindlichen Webstühle, der Qualität der Garne, der Art der hergestellten Stoffe und der Ausstattung der persönlichen Haushaltsgegenstände mit Fransen oder Spitzen. Sie interessierte die Rentabilität von Produktion, Buchhaltung und Verwaltung, aber auch die Lebensqualität in der Werkstatt. Sie warb für Tela-Umbra-Produkte, die sie an ihre italienischen und ausländischen Freunde verkaufte. Der Werkstatt wurde ein Kindergarten angegliedert und flexible Arbeitszeiten wurden eingeführt. Neben der am Standort der Werkstatt eingerichteten Kinderkrippe gab es bei Tela Umbra eine nachmittags stattfindende Hauswirtschaftsschule für Mädchen und eine abendliche Tischlerschule für junge Männer.

## Frauennetzwerk
Franchetti umgab sich sowohl in Rom als auch in Città di Castello mit Frauen, die sich mit unterschiedlichen Fähigkeiten und Professionalitäten für die soziale und kulturelle Emanzipation, insbesondere von Frauen und Kindern, einsetzten. Ihre Inspiratorin war Malwida von Meysenbug, die sowohl ihre religiöse als auch die pädagogische Konzeption stark beeinflusste. Es gab viele Frauen, die mit ihr ein weibliches Netzwerk der sozialen und kulturellen Kommunikation, des Austauschs, der Solidarität pflegten.
- Maria Pasqui (1880–1955), die mit Giuseppe Marchetti, Landwirt auf den Gütern der Franchettis, verheiratet war, war Lehrerin und Direktorin der Grundschulen von Montesca und Rovigliano. Ab 1917 war sie etwa 30 Jahre lang auch Leiterin der umbrischen Leinwandwerkstatt.
- Felicitas Buchner (1856 – nach 25. April 1944), ebenfalls deutsche Jüdin, war Erzieherin und Pädagogin der Aktivismusströmung. Sie wurde 1909 von Franchetti zur Direktorin der ersten umbrischen Berufsschule für junge Frauen ernannt.
- Lucy R. Latter (1870–1907) war eine englische Erzieherin und Pädagogin, die die Praxis der Gartenarbeit in Schulen und Kindergärten einführte, und wurde zum Unterrichten an die Schulen von Franchetti berufen.
- Sofia Bisi Albini, Gründerin und Leiterin von der Zeitschrift Italian Female Life von 1907 bis 1913, zu deren Verbreitung Franchetti maßgeblich beigetragen hat.
- Franchetti traf Maria Montessori im Haus der Schriftstellerin Sibilla Aleramo. Sie stellte Montessori ihrem Ehemann vor, der sich bis zu seinem Tod sehr aktiv für die Verbreitung der Montessori-Methode einsetzte. Er finanzierte die Ausarbeitung und Veröffentlichung Montessoris Werkes Il metodo della pedagogia scientifica apply all'educazione infantile nelle case dei bambini, in dem über die von Montessori entwickelte Methode berichtet wird und das 1909 erschien.

Franchetti veröffentlichte 1909 im The London Journal of Education einen Artikel über das Kinderheim in San Lorenzo in Rom, der auch eine große Debatte in der amerikanischen Zeitschrift The Kindergarten-Primary folgte. Zahlreiche amerikanische Lehrerinnen und Lehrer reisten infolgedessen nach Rom, um das Montessori-Experiment vor Ort zu verfolgen.
Schwer erkrankt wurde Franchetti in das Schweizer Sanatorium Leysin eingeliefert, wo sie am 22. Oktober 1911 im Alter von 37 Jahren an Tuberkulose starb.
Als ihr Ehemann sechs Jahre später starb, hinterließ er sein gesamtes Vermögen der Gemeinde Città di Castello mit einem verbindlichen Testament, das die Fortsetzung des Weges der von Alice Hallgarten Franchetti gegründeten ländlichen Schulen garantierte.
Heute wird ihre Arbeit dank der Hallgarten-Franchetti-Stiftung in dem Villa Montesca Study Center fortgesetzt.